# تورساس

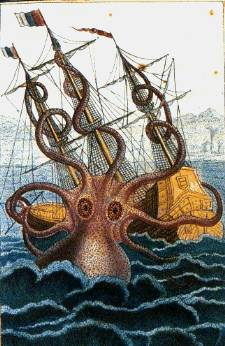
الأخطبوط الضخم

تورساس (بالإنجليزية: Tursas)‏ ويعني (العملاق)، هو روح الماء في الأساطير الفنلندية، ساعد البطل «فاینامونين» في فلاحة الأرض. وذات يوم اكتشف البطل أن البذور التي يزرعها تنتج غابة غنية، لكن ليس فيها شجرة البلوط. وبسرعة ظهرت الشجرة، وكانت من الضخامة حتى أنها حجبت ضوء الشمس. وأصاب البطل رعب شديد حتى أنه أراد أن يدمر الشجرة، فاستنجد بأمه التي أرسلت له عملاقا حطم الشجرة، وألقى بجذعها ناحية الشرق، وبرأسها ناحية الغرب، وباوراقها ناحية الجَنُوب، والغصون ناحية الشمال. وفيما بعد استخدمت الشجرة في صناعة الأسهم السحرية.